# Henning Koch
Henning Koch (født 3. april 1949 på Frederiksberg, død 26. november 2023 i Værløse) var en dansk professor i forfatningsret ved Det Juridiske Fakultet på Københavns Universitet.

## Biografi
Han blev cand. jur. i 1974 på Københavns Universitet. Han opnåede i 1986 en ph.d. med en afhandling om politistyrken og dens effektivitet overfor forseelser og kriminalitet i forbindelse med patruljering. Han fik doktorgraden i 1994 med disputatsen Demokrati – slå til! Statslig nødret, ordenspoliti og frihedsrettigheder 1932-1945 der bl.a. omhandlede forholdene under besættelsen. Han blev professor på Københavns Universitet i 1997.
Han var fra 2004 medlem af Holbergprisens jura-udvalg. 
Han blev gift 1975 og fik to børn.

## Tuneserloven
Der blev særlig fokus på Heninng Koch da han i forbindelse med høringen tuneserloven 10. december 2008 udtalte at lovforslaget var i strid med Grundloven. Justitsminister Brian Mikkelsen afviste Kochs kritik og udtalte i den forbindelse til Jyllandsposten: "Du skal prøve at slå op, hvor mange gange Henning Koch har taget fejl". En lang række jurister afviste dog overfor Dagbladet Information, at kunne genkende justitsministerens karakteristik af Henning Koch. Da Brian Mikkelsen blev stillet overfor disse udtalelser svarede han "Citatet er rigtigt, men rubrikken har jeg ikke noget at gøre med. Men citatet kan ikke læses forkert, jeg svarer klart og tydeligt, at det må man da undersøge. Det er jeg ret indifferent over for. Det er jo godt, at folk blander sig i den offentlige debat, og de må jo sige, hvad de vil."
Professor i strafferet ved Aarhus Universitet Gorm Toftegaard Nielsen fremførte i Dagbladet Information 12. januar 2009 en afvisning af Henning Kochs juridiske kritik af tuneserloven. Men Koch udtalte den 13. januar til Dagbladet Information at han fastholdt kritikken af loven.

## Ekstern henvisning
- Henning Kochs hjemmeside Arkiveret 29. januar 2022 hos  Wayback Machine på ku.dk